# Paracles latior
Paracles latior är en fjärilsart som beskrevs av Butler 1882. Paracles latior ingår i släktet Paracles och familjen björnspinnare. Inga underarter finns listade i Catalogue of Life.